# 安德森台地
安德森台地（英語：Anderson Mesa）或安德森平頂山位在亞利桑那州旗桿鎮東南20英里，瑪莉湖東方及摩爾蒙湖北方，亞利桑那州可可尼諾縣境內。
這塊海拔高度介於6200和7200英呎之間的平頂山，自1959年成為洛厄爾天文台安德森平頂山觀測站的位址，也因其非常平坦，該平頂山美國海軍天文台旗桿鎮站之精密光學干涉儀所在地。